# 内莱特
内莱特（法語：Neslette，法語發音：[nɛlɛt]）是法国上法兰西大区索姆省的一个市镇，位于该省西南部，和滨海塞纳省接壤，属于阿布维尔区。

## 地理
内莱特（49°55'26"N, 1°40'0"E）面积2.07 平方千米，位于法国上法蘭西大區索姆省，该省份为法国北部沿海省份，北起加来海峡省和北部省，西接滨海塞纳省和大西洋英吉利海峡，南至瓦兹省，东临埃纳省。
与内莱特接壤的市镇（或旧市镇、城区）包括：布雷勒河畔布朗日、布扬库尔昂塞里、布唐库尔、内勒洛皮塔勒、朗比尔。
内莱特的时区为UTC+01:00、UTC+02:00（夏令时）。

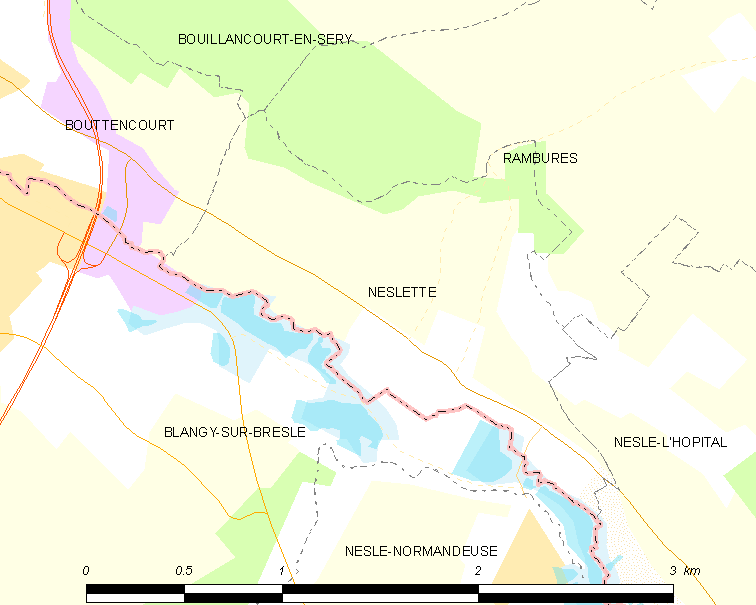
内莱特的OSM定位图

## 行政
内莱特的邮政编码为80140，INSEE市镇编码为80587。

## 政治
内莱特所属的省级选区为皮卡第地区普瓦县。

## 人口

1962-2008年间内莱特人口变化图示

内莱特于2022年1月1日时的人口数量为89人。